# Ludovic Spiess
Ludovic Spiess, auch Ludovico Spiess (* 13. Mai 1938 in Cluj; † 29. Januar 2006 in Drăgănești-Vlașca, Kreis Teleorman) war ein rumänischer Opernsänger (Tenor) und Politiker.

## Leben
Spiess besuchte zunächst die Kunstvolksschule in Brașov, wo er von Januar bis September 1962 an dem Lyriktheater als Solist auftrat. Von 1962 bis 1964 war der Tenor am Operettentheater in Bukarest engagiert und von 1964 bis 1988 an der Opera Națională București. Spiess trat auch regelmäßig im Ausland auf. Er debütierte 1968 an der Wiener Staatsoper als Radames in Aida und sang hier an 72 Abenden 11 verschiedene Partien, wie Florestan (Fidelio), Canio (Pagliacci), Rodolfo (La Bohème), Kalaf (Turandot), Manrico (Il trovatore), Sänger (Der Rosenkavalier), Don Carlo, Cavaradossi (Tosca), Dalibor sowie Gustaf III. (Un ballo in maschera). Im Juni 1975 war er dort zuletzt als Don Carlo zu erleben.
Später nach seiner Laufbahn als Sänger war Spiess Direktor des internationalen George-Enescu-Festivals. 1989 veröffentlichte er gemeinsam mit dem Musikwissenschaftler Iosif Sava das Buch Cu Ludovic Spiess prin teatrele lirice ale lumii in der Editura Muzicală. Zwischen dem 19. Oktober 1991 und dem 19. November 1992 war er erster Kulturminister des nachrevolutionären freien Rumäniens. 1998 bekleidete Spiess das Präsidentenamt des Rumänischen Nationalkomitees der UNICEF und von 2001 bis 2005 war er Generaldirektor der Opera Națională București.
Spiess starb am letzten Tag der Jagdsaison 2005/06 an einem Herzinfarkt.

## Auszeichnungen
- 1964 1. Preis im Canto-Wettbewerb von Bukarest
- 1964 1. Preis im Canto-Wettbewerb von Toulouse
- 1965 1. Preis im Canto-Wettbewerb von Rio de Janeiro
- 1966 1. Preis im Canto-Wettbewerb von ’s-Hertogenbosch
- 2002 Österreichisches Ehrenkreuz für Wissenschaft und Kunst, I. Klasse
- 25. Juni 2004 Doctor Honoris Causa der Nationalen Musikuniversität Bukarest